# Army of Two
Army of Two är ett spel till Playstation 3 och Xbox 360 utvecklat av EA Montreal. Spelet släpptes den 7 mars 2008.